# Jamides nausiphanes
Jamides nausiphanes är en fjärilsart som beskrevs av Hans Fruhstorfer 1916. Jamides nausiphanes ingår i släktet Jamides och familjen juvelvingar. Inga underarter finns listade i Catalogue of Life.